# Sirine (prénom)
Ne doit pas être confondu avec Sirin.
Sirine (en persan : سيرين), Cirine, Serine ou Cyrine, est un prénom féminin d'origine persane , il est composé de : “Sir" : le rassasié et de “Yin" : un suffixe indiquant le superlatif, ou une relation de comparaison et de proportion. Il est aussi dit qu’il a une origine grecque, étant attribué au nom d’une ancienne déesse grecque de la mer. Serine est également le nom d'un acide aminé.